# Morgengryets Port
Morgengryets Port (litauisk: Aušros Vartai, polsk: Ostra Brama, hviderussisk Вострая Брама) blev bygget mellem 1503 og 1522 som en del af bymuren om Vilnius, hovedstaden i Storfyrstendømmet Litauen. Porten er også kendt som Medininkai-porten, da den førte til landsbyen Medininkai syd for Vilnius samt Astra broma, afledt af litauisk astra, som betyder skarpe. I slutningen af 1700-tallet, ved Polens deling blev Litauen en del af Rusland, og de russiske myndigheder beordrede byportene nedrevet, bortset fra Morgengryets Port, som er den eneste, der er bevaret. .
I 1500-tallet opbevaredes ofte religiøse relikvier i byens porte for at beskytte byen mod angreb og velsigne de rejsende. Kapellet i Morgengryets Port indeholder et ikon af den hellige Jomfru Maria. Ikonet siges at have mirakuløse virkninger. I århundreder har billedet været et af symbolerne for Vilnius og mål for tilbedelse fra både katolske og ortodokse indbyggere. Tusindvis af offergaver pryder væggene og mange pilgrimme fra nabolandene kommer for at bede foran ikonet. Messer holdes på både litauisk og polsk.
Den 4. september 1993 bad Pave Johannes Paul II i kapellet ved Morgengryets Port. Kirkefestival for den hellige Jomfru Maria, barmhjertighedens mor, afholdes i den tredje uge af november og har stor betydning for Vilnius ærkebispdømme.
Efter 2. verdenskrig blev dyrkelsen af Vor Frue af Morgengryets Port udbredt i litauiske og polske samfund verden over og fortsætter i mange kirker indviet til Jomfru Maria i Europa og Amerika. Den største kirke, der er viet til Vor Frue af Morgengryets Port er Sankt Marias kirke i Gdańsk, Polen.

## Galleri
- Porten set fra den gamle bydel
- Erindringsmønt med Morgengryets Port
- Kapellets interiør i 1864
- Ikonet Jomfru Maria, barmhjertighedens moder